# Laguna blu
Laguna blu (The Blue Lagoon) è un film del 1980, diretto dal regista Randal Kleiser e tratto dal romanzo La laguna azzurra dello scrittore del primo novecento Henry De Vere Stacpoole. Interpretato da Christopher Atkins e dall'allora quindicenne Brooke Shields, si tratta di un rifacimento di Incantesimo nei mari del sud del 1949. Al film seguì un sequel dal titolo Ritorno alla laguna blu nel 1991.

## Trama

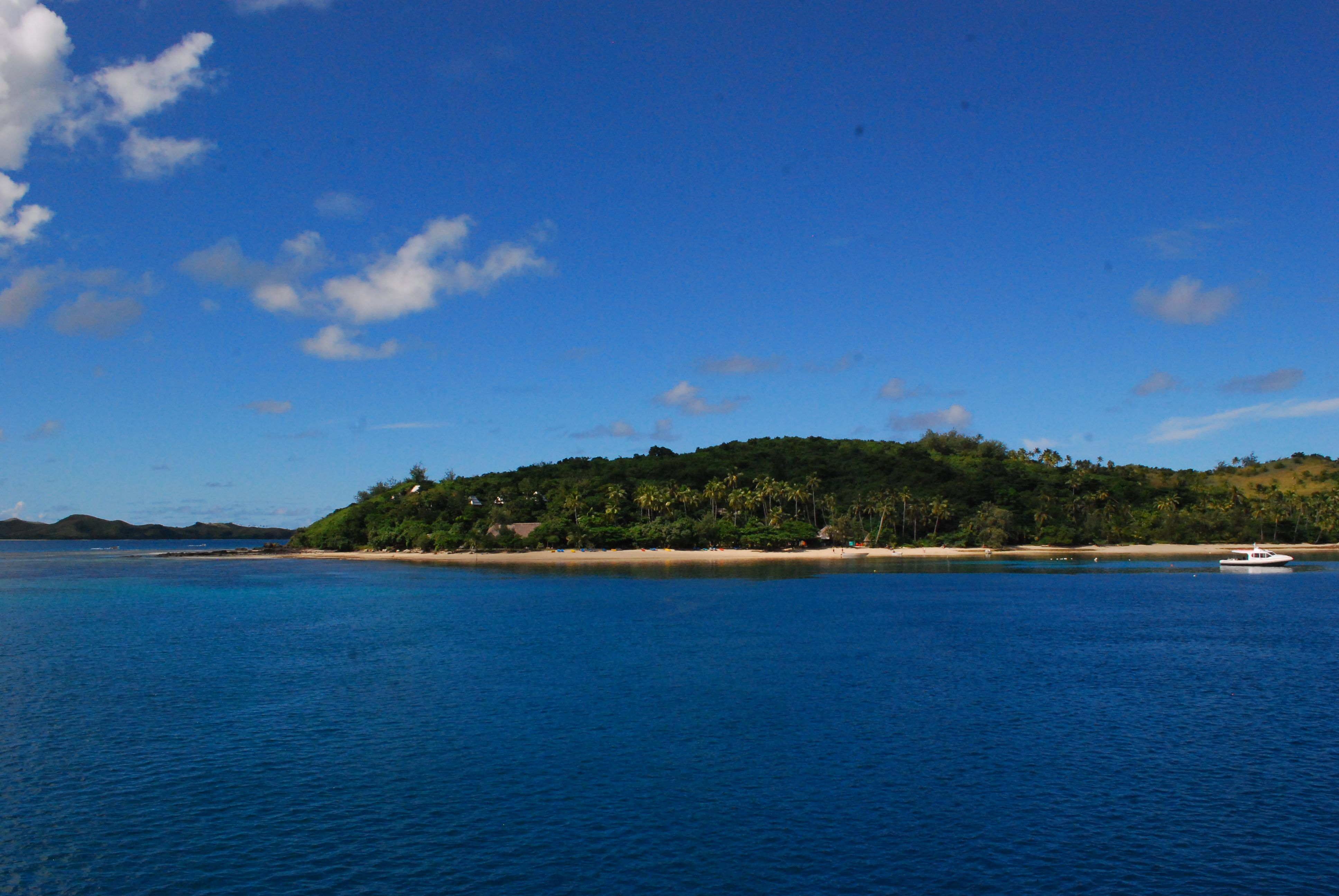
Laguna Blu vista dal largo, in realtà è l'isola di Nanuya Lailai

Verso la metà dell'Ottocento, il veliero Northumberland naufraga in pieno oceano. Al disastro scampano due bambini, Richard ed Emmeline Lestrange, che sono cugini, e l'anziano cuoco di bordo, Paddy Burton. Tutti e tre approdano su un'isoletta sconosciuta, lontana dalla rotta delle navi. Dopo essere stato, per i due bambini, un padre, un amico, un compagno di giochi, un giorno Paddy muore per un'abbuffata di liquore. Addestrati da lui a sopravvivere, Richard e Emmeline crescono senza correre troppi pericoli: senza essere, soprattutto, scoperti da certi indigeni, che da un'isola vicina vengono ogni plenilunio sulla loro isola a celebrare sacrifici umani.
Divenuti adolescenti, poi adulti, Richard ed Emmeline passano le giornate a nuotare, a pescare, a divertirsi, a scherzare e ad aspettare che qualcuno li venga a soccorrere con una nave, affrontando da soli il proprio lungo percorso di crescita. Un giorno i due scoprono l'amore l'uno per l'altro e concepiscono un bambino, che chiamano Paddy in onore del loro vecchio e deceduto amico. Questi, un giorno, mentre la famigliola è persa in mare su una barca dopo un incidente con un pesce cane, ingoia alcune bacche, che stando al vecchio Paddy provocherebbero un sonno senza risveglio.
Disperati e non volendo lasciare il figlioletto solo, i suoi genitori decidono di darsi la morte, mangiando anche loro le bacche. Mentre giacciono, apparentemente senza vita, sul fondo della barca accanto al figlio, vengono avvistati dai marinai di un veliero che da tempo li andava cercando (a bordo c'è Arthur Lestrange, il padre di Richard), ma si scopre che i tre sono semplicemente profondamente addormentati.

## Produzione

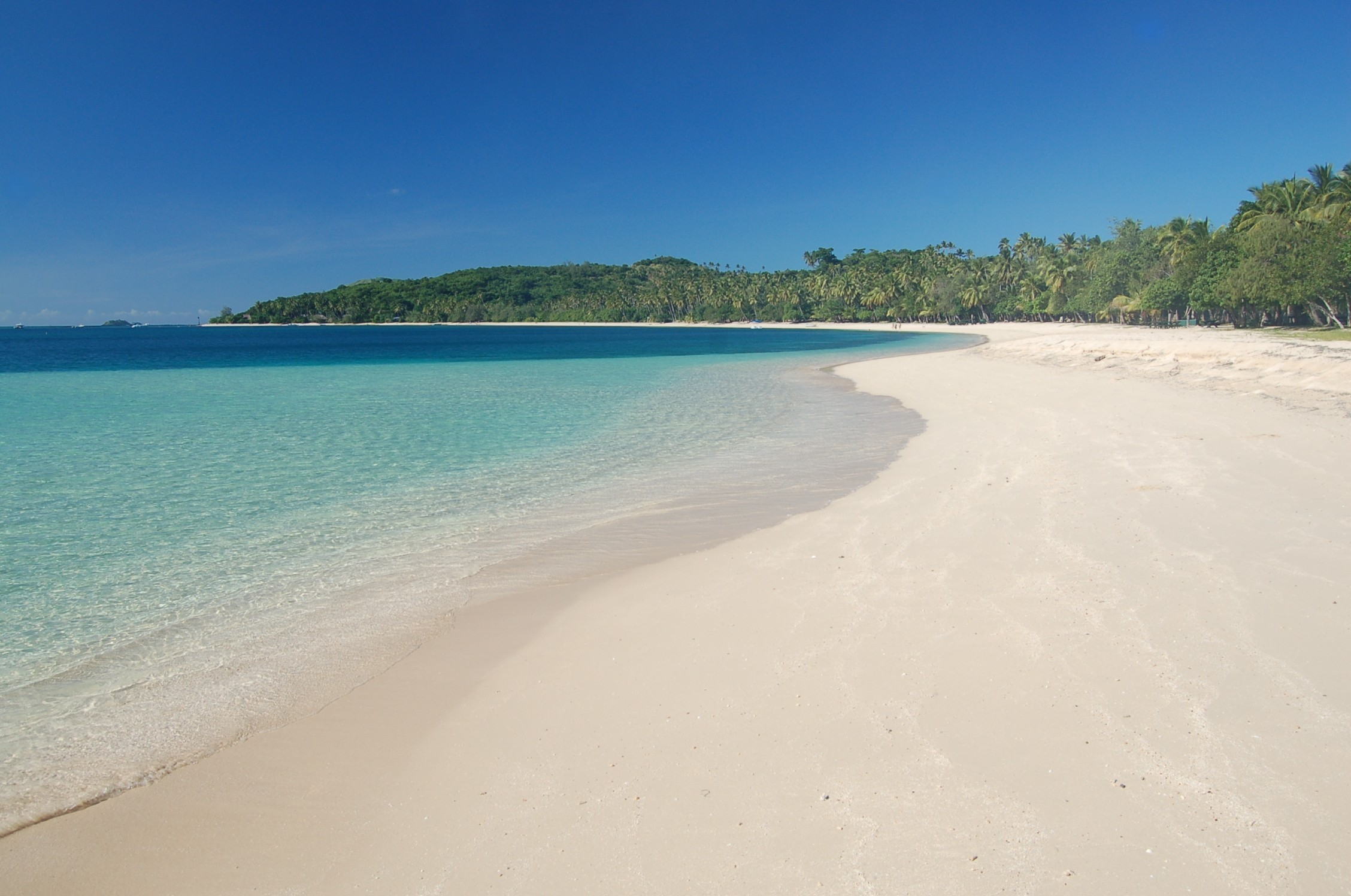
La spiaggia di Laguna blu nell'isolotto Nanuya Lailai

Il film è stato girato una parte in Giamaica e un'altra in una delle Isole Yasawa, appartenenti alle Figi.

## Distribuzione
Laguna Blu venne distribuito negli Stati Uniti il 20 giugno 1980 e in Italia il 29 gennaio 1981.

## Accoglienza
Il film ebbe un notevole successo commerciale, incassando nel mercato nordamericano oltre 58 milioni di dollari, a fronte di un budget stimato di circa 4,5 milioni di dollari.
È stato candidato per l'Oscar alla migliore fotografia, ai Saturn Award come miglior film fantasy e al Golden Globe per la nuova star dell'anno, Christopher Atkins, vincendo però solo il Razzie Awards 1980 alla peggiore attrice, andato a Brooke Shields. Infine allo Young Artist Award è stato candidato come miglior film, miglior attore e miglior attrice.

## Sequel e remake
- Dallo stesso romanzo di Henry De Vere Stacpoole, erano già stati tratti i film The Blue Lagoon del 1923 e Incantesimo nei mari del sud del 1949.
- Nel 1991 è stato realizzato un sequel intitolato Ritorno alla laguna blu.
- Nel 2012 è stato invece realizzato un remake televisivo intitolato Laguna blu - Il risveglio ed ambientato in età moderna[3].
- Nel 1982 venne inoltre girato anche il film Paradise con protagonisti Phoebe Cates e Willie Aames, scritto e diretto da Stuart Gillard. Il film, all'epoca criticato in quanto molto simile al precedente Laguna blu, portò al successo la giovane Phoebe sia come attrice che come cantante, infatti il brano Paradise composto da Paul Hoffert rimase ai vertici delle classifiche delle Hit parade in tutto il mondo per lungo tempo.

## Riconoscimenti
- 1981 – Premio Oscar
  - Candidatura alla migliore fotografia a Néstor Almendros
- 1981 – Golden Globe
  - Candidatura al miglior attore debuttante a Christopher Atkins
- 1981 – Saturn Award
  - Candidatura per il miglior film fantasy
- 1981 – Young Artist Award
  - Candidatura per il miglior film
  - Candidatura per il miglior attore
  - Candidatura per la miglior attrice
- 1980 – Razzie Awards
  - Peggior attrice protagonista a Brooke Shields